# Dekanat Czudec
Dekanat Czudec – dekanat diecezji rzeszowskiej składający się z 12 parafii:
- Babica – Dobrego Pasterza
- Baryczka – Nawiedzenia Najświętszej Maryi Panny
- Blizianka – Podwyższenia Krzyża Świętego
- Czudec – Świętej Trójcy
- Gwoźnica Górna – św. Antoniego Padewskiego
- Jawornik – Matki Bożej Wspomożenia Wiernych
- Lutcza – Wniebowzięcia Najświętszej Maryi Panny
- Niebylec – Znalezienia Świętego Krzyża
- Nowa Wieś – Zwiastowania Najświętszej Maryi Panny
- Połomia – św. Mikołaja
- Pstrągowa – św. Józefa Robotnika
- Wyżne – Matki Bożej Wspomożenia Wiernych